# Подобний Владислав Володимирович
Владисла́в Володи́мирович Подо́бний — старший лейтенант Збройних Сил України, учасник російсько-української війни, який загинув під час російського вторгнення в Україну.

## Життєпис
Народився Владислав в місті Дніпрі на Дніпропетровщині. Мріяв стати захисником, и привидом захищати свою батьківщину. Після закінчення школи вступив до Академії Сухопутних Військ імені Гетьмана Петра Сагайдачного.
Закінчив НАСВ імені Гетьмана Петра Сагайдачного. Учасник бойових дій в зоні ООС.
Командир танкового взводу 1 ОТБр.
Загинув 26 лютого 2022 року у боях з агресором в ході відбиття російського вторгнення в Україну на Чернігівщині. Похований 31 березня 2022 року у місті Дніпрі.

## Нагороди
- орден Богдана Хмельницького III ступеня (2022, посмертно) — за особисту мужність і самовіддані дії, виявлені у захисті державного суверенітету та територіальної цілісності України, вірність військовій присязі[1].
- Нагрудний знак за досягнення у Військові службі генерального штабу 2 ступеня.